# Komplementäronkologie
Die Komplementäronkologie befasst sich mit komplementärmedizinischen Maßnahmen als Ergänzung der üblichen, also der Standardtherapien der Krebsbehandlung (Onkologie). Solche Maßnahmen sind weit verbreitet, um die Standardtherapien zu optimieren. Die Komplementäronkologie, die auch Präventionsmaßnahmen umfasst, ist ein Teilbereich der Komplementärmedizin. Ihre Maßnahmen haben keinen eigenständigen Einfluss auf Rezidiv- oder metastasenfreie Zeiten sowie Überlebenszeiten. Sie können jedoch Nebenwirkungen mindern beziehungsweise verhindern und somit die Lebensqualität stabilisieren.

## Evidenzbasierte komplementäre Behandlungsmethoden in der Onkologie

### Ernährungstherapie
Untersuchungen deuten darauf hin, dass eine unausgewogene (übermäßige) Ernährung Ursache für die Entstehung diverser Krebsarten sein kann. Änderungen der Ernährung beziehungsweise ernährungsbedingter Gewohnheiten könnten die Krebshäufigkeit um ca. 30 Prozent senken. Die Ernährungsberatung oder -optimierung, zum Beispiel nach den Richtlinien der Deutschen Gesellschaft für Ernährung (DGE), gilt daher als sinnvolle Präventionsmaßnahme. Die ernährungsmedizinische Betreuung von Krebspatienten ist ein zentraler Bestandteil ganzheitlicher Therapiekonzepte, da eine angemessene Ernährung im Verlauf einer Krebserkrankung als eine wesentliche Voraussetzung zur Aufrechterhaltung des Allgemeinzustandes und der Lebensqualität eingeschätzt wird. Darüber hinaus hat der Ernährungszustand von Patienten wesentlichen Einfluss auf eine Vielzahl klinischer Merkmale, unter anderem Krankheitsgefühl, Therapieverträglichkeit und -treue, Nebenwirkungsrate sowie Abwehrbereitschaft. Auch wenn eine ernährungsmedizinische Betreuung bei Krebspatienten alleine keine Heilung beziehungsweise Beeinflussung von Tumorwachstum bewirken kann, kann bei rechtzeitigem Einsatz und angemessener Umsetzung eine Verschlechterung des Ernährungszustandes und die sich daraus ergebenden klinischen Folgen wesentlich beeinflusst werden. Empfehlungen zur Ernährungstherapie sind in S3-Leitlinien enthalten.

### Bewegungstherapie
Bewegungsmangel gilt gesundheitspolitisch und ökonomisch als ein ernstzunehmendes Problem und ist mitverantwortlich für diverse Krebserkrankungen. Der prophylaktische Wert von Bewegungstherapie ist für definierte Krebserkrankungen wissenschaftlich belegt. Kontrollierte klinische Studien zur Wertigkeit von Bewegungstherapie bei Krebspatienten unter laufender Chemo- beziehungsweise Strahlentherapie galten als vielversprechend. So zeigten sich zum Beispiel eine Reduktion des Müdigkeitssyndroms und eine Stabilisierung der Lebensqualität. Empfehlungen zur Bewegungstherapie sind in S3-Leitlinien enthalten.

### Psychoonkologische Therapie
Psychoonkologie ist die professionelle Begleitung und Behandlung psychischer Beschwerden während und nach einer Krebserkrankung. Es hat sich gezeigt: Im Verlauf von Diagnosestellung und Therapie leiden viele Krebspatienten unter einer Vielzahl psychischer Belastungen. Ziel der psychoonkologischen Behandlung ist die Wiederbefähigung der Betroffenen zur Teilnahme am beruflichen und sozialen Leben. Sie sollte für alle Krebspatienten gewährleistet sein, insbesondere als patientenorientierte Begleitung während des gesamten Behandlungsablaufes. Die Aufnahme einer psychoonkologischen Behandlung gilt als angezeigt, wenn Patienten den Wunsch nach Begleitung äußern beziehungsweise wenn körperliche beziehungsweise psychische Störungen im Rahmen einer Krebserkrankung aufgetreten sind. Es wird empfohlen, eine psychoonkologische Behandlung möglichst zeitnah zur Diagnosestellung zu beginnen, bei Bedarf aber auch nach Abschluss aller Therapiemaßnahmen.

### Vitamin D-Therapie
Vitamin D wird bei Sonneneinstrahlung in der Haut gebildet oder über die Nahrung aufgenommen und in Muskeln sowie Fettgewebe gespeichert. Hauptaufgabe von Vitamin D ist die Regulation des Calcium-Haushaltes, das heißt, es ist erforderlich für dessen Einbau in Knochen und somit für deren Stabilität. Vitamin-D-Mangel und dessen Folgeerscheinungen (insbesondere Osteoporose und Gelenk- beziehungsweise Muskelbeschwerden unterschiedlicher Schweregrade) können auftreten bei fehlendem Sonnenlicht, unausgewogener Ernährung oder Hormonentzug, z. B. im Alter (Wechseljahre) sowie im Gefolge medikamentöser Maßnahmen (Anti-Hormontherapien), insbesondere bei Brust- oder Prostatakrebs. Studien haben gezeigt, dass optimale Vitamin-D- und Calciumblutspiegel vor Osteoporose schützen, die Wahrscheinlichkeit an Dickdarmkrebs zu erkranken, wird signifikant reduziert.

### Selentherapie
Selen ist ein lebensnotwendiges Spurenelement. Lehrbuchempfehlungen zufolge sollte die Selenkonzentration im Blut (Serum/Plasma) 120 bis 140 mcg (µg)/L betragen. Der Studienlage entsprechend bewirken 120 mcg/L ein Optimum für die Wirksamkeit selenhaltiger Enzyme (Selenoprotein P). 140 mcg/L sind klinisch relevant hinsichtlich Krebsprävention sowie Reduktion der Mortalität. Die krebspräventive Wirkung konnte in klinischen Studien aufgezeigt werden. Nachgewiesene Selenmangelzustände sollten durch indikationsbezogene Selengaben ausgeglichen werden. Experimentelle, präklinische und klinische Daten zeigen ferner, dass Selen die Verträglichkeit von Chemo- beziehungsweise Strahlentherapien verbessern kann. Die Arbeitsgemeinschaft Prävention und Integrative Onkologie (PRiO) der Deutschen Krebsgesellschaft betonte
- die Verträglichkeit onkologischer Therapien mit höheren Selenwerten im Blut sei signifikant besser,
- Selenmangel solle ausgeglichen werden,
- anorganische Selenpräparate (z. B. Natriumselenit) seien vorzuziehen, da Überdosierungen ausgeschlossen seien.

### Enzymtherapie
Für definierte pflanzliche Enzyme (zum Beispiel Bromelain aus Ananas, Papain aus Papaya) beziehungsweise Enzymgemische wurden experimentelle Wirkungen nachgewiesen, unter anderem immunologische-, antiinfektiöse-, antientzündliche-, antitumorale- und antimetastatische Aktivitäten. Ferner liegen klinische Untersuchungen für standardisierte Enzymgemische vor, die einen Einfluss der Therapie auf Immunitätslage und Lebensqualität (unter anderem Reduktion von Nebenwirkungen von Chemo- beziehungsweise Strahlentherapien) dokumentieren. Zur komplementären, die Chemo- beziehungsweise Strahlentherapie begleitenden Gabe eines standardisierten pflanzlichen Enzymgemisches, liegen Kohortenstudien vor, die die Unbedenklichkeit und Wirksamkeit (Reduktion von Nebenwirkungen der onkologischen Standardtherapie) bei Mamma-, Kolorektalkarzinom sowie Plasmocytom belegen.

### Selen-Enzym-Linsenextrakt Therapie
Bei komplex zusammengesetzten Medikationen sollten die Einzelkomponenten so abgestimmt sein, dass sich deren Wirkung beziehungsweise Wirksamkeit im Idealfall optimiert. Die Kombination der Wirksubstanzen (Selen, pflanzliche Enzyme, lektinhaltiger Linsenextrakt) hat sich in klinischen Untersuchungen als wirksam erwiesen für die Reduktion von Nebenwirkungen der Standardtherapien bei Brust- und Prostatakrebs. Brustkrebspatientinnen wurden entsprechend internationaler Empfehlungen antihormonell behandelt und erhielten komplementär eine Kombination aus Selen, pflanzlichen Enzymen und lektinhaltigem Linsenextrakt. In Prüfbögen wurden Nebenwirkungen der Antihormontherapie (unter anderem Gelenkbeschwerden und Schleimhauttrockenheit) erfasst. Die Auswertung der Daten erfolgte vor sowie nach komplementärer Begleittherapie zur Antihormontherapie. Die Ausprägung der untersuchten Nebenwirkungen, wie beispielsweise Gelenkbeschwerden und Schleimhauttrockenheit, besserte sich statistisch signifikant. Die Gabe von Selen-Enzym-Linsenlektin-Gemisch wird in der Leitlinie der Arbeitsgemeinschaft Gynäkologische Onkologie (AGO) der Deutschen Gesellschaft für Gynäkologie und Geburtshilfe zur Minderung von Gelenkbeschwerden unter Antihormontherapie empfohlen. Prostatakarzinompatienten wurden während ihrer hormonablativen Therapie komplementär mit Selen-Enzym-lektinhaltigem Linsenextrakt behandelt. Sie litten zu Beginn der Therapie unter starken Nebenwirkungen, unter anderem an Schleimhauttrockenheit, Gelenk- und Knochenschmerzen sowie an Hitzewallungen. Die Ausprägung dieser Nebenwirkungen der hormonablativen Therapie konnte durch Verabreichung des komplementärmedizinischen Selen-Enzym-Linsenextraktes signifikant reduziert werden.

## Nicht hinreichend geprüfte komplementäre Behandlungsmethoden

### Misteltherapie
Eine Mistelextrakttherapie erfolgt mit standardisierten Extrakten der anthroposophischen Therapierichtung oder mit phytotherapeutischen (Mistellektin-I/ML-I standardisierten) Extrakten. Klinische Studien zeigten bei der Anwendung der Misteltherapie zusätzlich zur konventionellen Krebstherapie keinen Effekt auf das Überleben. Generell weisen alle Studien methodische Mängel auf, die Ergebnisse gelten als nicht gesichert. Studien deuten darauf hin, dass sich die Lebensqualität Betroffener verbessern könnte. Viele dieser Studien weisen aber größere methodische Mängel auf, was die Aussagekraft in Zweifel zieht. Eine mögliche Erklärung für die beobachteten Effekte zur Verbesserung der Lebensqualität können – analog zur Homöopathie – auch allgemeine Kontexteffekte sein, weniger ein eigenständiger Effekt der Mistelpflanze selbst.

### Traditionelle Chinesische Medizin (TCM)
Fernöstliche Heilpraktiken (z. B. Akupunktur, Akupressur, spezielle Ernährungslehre, Pflanzenheilkunde sowie Entspannungs- und Massagetechniken) haben unter dem Begriff TCM Einzug in westliche Therapiekonzepte gehalten. Die Theorien der TCM weichen stark von westlichen, wissenschaftsgeprägten Diagnostik- und Therapieprinzipien ab. Der Lehre nach sollen TCM-Behandlungen den gestörten Fluss der Lebensenergie (Chi) harmonisieren, zu einer Stärkung des inneren Gleichgewichtes sowie zu einer höheren Lebensqualität führen und das Immunsystem stärken. Kontrollierte klinische Studien, die westliche Qualitätsstandards erfüllen, liegen für die Diagnostik- und Therapiemaßnahmen der TCM nicht vor.

### Außenseiter-Behandlungsmethoden
Mediziner warnen ausdrücklich vor nicht auf Qualität, Unbedenklichkeit und Wirksamkeit geprüften Diagnostik- und Therapieverfahren, die zuweilen fälschlich mit der Komplementärmedizin in Verbindung gebracht werden. Die Verfahren werden aggressiv beworben und geben häufig vor, dass
- bei Anwendung Früherkennung möglich sei,
- Krebswachstum und Tumormasse reduziert werde,
- Rezidiv- und Metastasenbildung verhindert werde,
- die Notwendigkeit von Chemo- beziehungsweise Strahlentherapie verzögert werde,
- die Wirksamkeit von Chemo- beziehungsweise Strahlentherapie erhöht werde,
- die Behandlung auch dann noch wirksam sei, wenn alle anderen Behandlungen versagt haben.

## Kritische Einwände
Die Anwendung komplementärmedizinischer Verfahren kann mit spezifischen, therapieabhängigen Nebenwirkungen sowie mit allgemeinen gesundheitlichen Risiken für Patienten einhergehen. Als größte allgemeine Gefahr bei nicht indizierter beziehungsweise falscher Anwendung komplementärer Therapien gilt die verzögerte Gabe beziehungsweise die Ablehnung kurativer Standardtherapien. In diesen Fällen wird Komplementärmedizin als „Alternativmedizin“ missverstanden, die in der Onkologie bislang keine wissenschaftlich-fundierten, patientenrelevanten Therapieeffekte aufzeigen konnte. Unspezifische komplementär-medizinische Immuntherapien (z. B. Mistel-, Thymus-, Ozontherapie) können zur Freisetzung von Wachstumsfaktoren führen, die insbesondere auch Krebszellen zum Wachstum anregen können. Neben der Gefahr eines verspäteten oder unzureichenden Einsatzes erprobter Krebstherapien, die oftmals mit Krebswachstum und -metastasierung, Abnahme von Lebensqualität und Überlebenszeit sowie mit psychischer Beeinträchtigung einhergeht, sind unangemessen hohe finanzielle Belastungen die Regel.